# Regime Especial da Indústria Química
Regime Especial da Indústria Química, REIQ é uma política pública brasileira destinada a incentivar a indústria química e petroquímica por meio de benefícios fiscais. Ele prevê a redução das alíquotas do PIS/Pasep e da Cofins incidentes sobre matérias-primas e insumos utilizados na fabricação de produtos químicos. O principal objetivo do REIQ é diminuir os custos de produção, estimular investimentos no setor e aumentar a competitividade internacional da indústria brasileira.

## Hitórico
Criada em 2013, a medida tinha como objetivo equilibrar a competitividade da indústria química e petroquímica brasileira, reduzindo a significativa disparidade de custos em relação à indústria internacional. A Lei 14.183, sancionada pelo presidente Jair Bolsonaro e publicada no Diário Oficial da União em 14 de julho de 2021, teve origem na Medida Provisória 1.034/2021, proposta pelo Executivo. Entre suas principais disposições, a lei extinguiu o Regime Especial da Indústria Química (REIQ), marcando uma mudança significativa na política de incentivos fiscais para o setor.
Em maio de 2022, a Câmara dos Deputados aprovou a Medida Provisória (MP) 1.095/2021, que encerra os incentivos tributários concedidos à indústria química e petroquímica no âmbito do REIQ. A votação contou com a participação de 272 deputados, sendo 265 favoráveis e 7 contrários à medida. 
Em agosto de 2023, então presidente em exercício, Geraldo Alckmin assinou um decreto que regulamentou as contrapartidas para a retomada das isenções fiscais previstas no REIQ.

## Volume de isenções
Segundo dados do DIRBI, de janeiro a agosto de 2024, as empresas que se beneficiaram do REIQ foram isentas de pagar mais de 2 bilhões de reais em impostos.